# Amtsgericht Ostritz
Das Amtsgericht Ostritz war ein Gericht der ordentlichen Gerichtsbarkeit und ein Amtsgericht in Sachsen mit Sitz in Ostritz.

## Geschichte
In Ostritz bestand bis 1879 das Gerichtsamt Ostritz als Eingangsgericht. Im Rahmen der Reichsjustizgesetze wurden 1879 im Königreich Sachsen die Gerichtsämter aufgehoben und Amtsgerichte, darunter das Amtsgericht Ostritz, geschaffen. Der Gerichtssprengel umfasste Ostritz, Altstadt, Blumberg, Burkersdorf mit Butthäusern, Grunau, Joachimstein, Klosterfreiheit mit Berghäusern, Haseldorf, Neißhäusern und Neißwiesenhäusern, Königshain, Kloster St. Marienthal, Niederleuba, Oberleuba mit Feldleuba, Reutnitz mit Nieda, sächsischen Anteils, Rußdorf, Schlegel, Schönfeld, Seitendorf (klösterlichen und Zittauer Anteils), Trattlau und Wanscha. Das Amtsgericht Ostritz war eines von 18 Amtsgerichten im Bezirk des Landgerichtes Bautzen. Der Amtsgerichtsbezirk umfasste danach 10.615 Einwohner. Das Gericht hatte damals eine Richterstelle und war ein kleines Amtsgericht im Landgerichtsbezirk. Die Orte Klosterdominium, Klosterfreiheit (mit Teilorten) und Rusdorf schlossen sich 1922 zur Gemeinde Marienthal zusammen. Aufgrund der Verordnung über die Aufhebung von Amtsgerichten vom 11. Dezember 1931 wurde das Amtsgericht Bernstadt zum 1. Januar 1932 aufgelöst. Aus seinem Sprengel wurden Dittersbach auf dem Eigen und Kiesdorf auf dem Eigen dem Bezirk des Amtsgerichtes Ostritz zugeordnet. In den 1940er Jahren wurde das Amtsgericht Ostritz kriegsbedingt zum Zweiggericht des Amtsgerichtes Zittau herabgestuft.
Der östliche Teil des Amtsgerichtsbezirkes wurde 1945 durch die Siegermächte von Deutschland abgetrennt und unter polnische Verwaltung gestellt. In der DDR wurde das Amtsgericht Ostritz 1952 aufgehoben. Seine Aufgaben übernahmen die Kreisgerichte Görlitz-Land und Zittau.